# Ardisia eucalyptifolia
Ardisia eucalyptifolia là một loài thực vật có hoa trong họ Anh thảo. Loài này được B.C.Stone mô tả khoa học đầu tiên năm 1989.